# Christian Wolfskeel von Reichenberg
Christian Franz Sigmund Freiherr Wolfskeel von Reichenberg (* 1761 in Würzburg; † 8. Mai 1809 in der Schlacht an der Piave) war ein kaiserlich-österreichischer Feldmarschallleutnant und Träger des Ritterkreuzes des Militär-Maria-Theresien-Ordens.

## Lebensdaten
Christian Freiherr Wolfskeel von Reichenberg entstammte der fränkischen Uradelsfamilie Wolfskeel. Er wurde 1761 in Würzburg als Sohn von Johann Gottfried Ernst Freiherr Wolfskeel von Reichenberg und Marie Sophie Johanna Freifrau Wolfskeel von Reichenberg, geborene Freiin von Schaumburg, geboren. Er fiel am 8. Mai 1809 bei der Schlacht an der Piave und liegt im Dom von Pordenone bestattet.

## Militärische Laufbahn
1778 trat Christian Freiherr Wolfskeel von Reichenberg zu Beginn des Bayerischen Erbfolgekriegs als Leutnant in die kaiserliche Armee ein. Am Türkenkrieg 1788–1789 nahm er als Rittmeister teil. 1791 wurde er zum Platzmajor in Wien ernannt, bevor er 1794 zum «7. Kürassier-Regimente Lothringen» versetzt wurde. Ab 1796 war Christian Freiherr Wolfskeel von Reichenberg ständig in Kämpfe mit französischen Einheiten verwickelt. Am 7. September 1796 war er beim Sieg bei Starnberg beteiligt. Am selben Tag leitete er aus eigenem Entschluss einen Angriff auf den Feind bei Dachau, machte dabei 300 Gefangene und erbeutete viel Kriegsmaterial. Am 29. September 1796 gewann er das Gefecht von Isny gegen einen zahlenmäßig weit überlegenen Feind. Im Dezember 1796 wurde Wolfskeel zum Oberstleutnant befördert und in das Stabs-Dragoner-Regiment versetzt. In den Feldzügen 1797 in Oberitalien zeichnete er sich in besonderem Maße aus und wurde zum Oberst befördert. 1798 trat Wolfskeel in das «3. Kürassier-Regiment Herzog Albert von Sachsen-Teschen» über. Mit diesem machte er den Feldzug 1799 in Deutschland mit, wo er sich bei dem Entsatz von Philippsburg am 3. Dezember 1799 erneut auszeichnete. Im Oktober 1800 wurde von Wolfskeel zum Generalmajor befördert. Am 18. August 1801 wurde er schließlich für seine Verdienste mit dem Militär-Maria-Theresien-Orden ausgezeichnet. Als Generalmajor machte er 1805 den Krieg in Tirol mit und wurde im Jahre 1809 als Feldmarschalleutnant Divisionskommandant. Nach seinem Erfolg in der Schlacht von Sacile änderte sich das Kräfteverhältnis bei der Schlacht an der Piave unversehens, als er mit fünf geschwächten Regimentern zwölf neu aufgestellten feindlichen Regimentern gegenüberstand. Freiherr Wolfskeel, der kurze Zeit zuvor geäußert hatte, „er würde eine unglückliche Wendung dieses Feldzugs nicht überleben“, stürzte sich, als er die Aussichtslosigkeit des Unterfangens erkannte, um eine Niederlage oder Gefangennahme zu entgehen, mit dem Säbel in der Hand auf einen feindlichen Reitertrupp, wobei er getötet wurde.